# Collegiate shag
O Collegiate Shag (shag universitário ou simplesmente shag) é uma dança a dois para swing uptempo e música jazz pré-swing (185-250+ batidas por minuto). Pertence à família swing das danças vernáculas americanas que surgiram nas décadas de 1920. Acredita-se que a dança se originou na comunidade afro-americana das Carolinas na década de 1920, depois se espalhando pelos Estados Unidos durante a década de 1930. A trepada ainda é dançada hoje por entusiastas da dança swing em todo o mundo.

## Os passos
Na década de 1930, "shag" tornou-se um termo geral que representa uma família bastante grande de danças jitterbug (ou swing) que compartilham certas características, onde as mais notáveis são (1) pulso mantido alto nas pontas dos pés (também conhecido como "salto" para combinar com cada batida da música) e (2) trabalho de pés com chutes que atingem extensão total no off-beat (batidas pares) em vez dos on-beats (batidas ímpares, contratempo), como na maioria das outras danças populares na época. Os instrutores de dança da era do swing geralmente agrupavam os diferentes shags em três categorias rítmicas: de ritmo único, ritmo duplo e, de ritmo triplo. Os diferentes nomes destinam-se a denotar o número de passos 'lentos' (por exemplo, um passo, combinação de saltos) executados durante cada básico. Os passos lentos eram então seguidos por dois passos 'rápidos' (por exemplo, um passo, combinação de passos).
Hoje, os entusiastas da trepada e os historiadores da dança swing também reconhecem um ritmo adicional da trepada que passou a ser conhecido como "long double-shag". Essa variação rítmica é idêntica ao double-shag, exceto pelo fato de ter quatro passos rápidos em vez de dois, que foi detectado em Charlotte (Carolina do Norte), pelo menos desde a década de 1930, onde coexistiu com as variações de ritmo único e triplo. É comum acreditar que o shag de ritmo duplo evoluiu um pouco mais tarde do que os outros, originando-se em Nova Yorque ou Nova Jersei em 1930. E, embora o double-shag seja a forma mais popular de collegiate shag, acredita-se que o single-shag tenha sido o padrão rítmico dominante durante a era do swing.
O shag de ritmo duplo, que usa um padrão "lento, lento, rápido, rápido". E ao contrário dos outros três padrões rítmicos (com oito ou dezesseis contagens na base), a base de ritmo duplo tem seis contagens. O passo básico é dançado em uma posição face a face ("fechada"), mas deslocada (ou seja, a liderança e a sequência são peito a peito, mas a orientação de um para o outro é desviada de forma que os pés não fiquem na ponta dos pés). ponta a ponta, mas alternados como os dentes do zíper). Os parceiros ficam próximos, com a mão direita do condutor posicionada nas costas da conduzida. O braço esquerdo do seguidor repousa sobre o ombro do líder ou em volta do pescoço.

Também era comum que os parceiros tivessem um aperto de mão exagerado (ou seja, a maneira como a mão e o braço esquerdo do líder estão posicionados enquanto ele segura a mão direita do seguidor) onde os braços são mantidos no ar. Dependendo da altura de cada parceiro, o casal pode ter os braços apontados para cima. Isso nem sempre foi praticado, mas é entendido como uma das características distintivas do shag. Alguns dançarinos preferem manter os braços muito mais baixos, semelhante ao posicionamento convencional do salão de baile. Finalmente, o trabalho de pés do seguidor geralmente reflete o do líder.
O passo Shag Basic é definido como: uma mudança de peso para o pé oposto durante o salto (geralmente é mínimo; quase mais um deslizamento do que um salto literal). Hop é definido como: um movimento de levantar e plantar no mesmo pé. O pé plantado é o pé com o peso do dançarino sobre ele.
- O Shag Basic: (do ponto de vista do líder) Batida 1: PASSO para o pé esquerdo, batida 2: PULAR para a esquerda, batida 3: PASSAR para o pé direito, batida 4: PULAR para a direita, batida 5: PASSAR para o pé esquerdo, e bater 6: PASSO para o pé direito. O movimento durante as batidas 5 e 6 é frequentemente descrito como um movimento de embaralhamento. Como mencionado acima, isso geralmente é dividido verbalmente como "lento, lento; rápido, rápido", onde os 'lentos' cobrem duas batidas (ou 'contagens') cada e os 'rápidos' marcam uma única batida (ou 'contagem'). cada. Portanto, para a liderança, seriam duas contagens com o peso na perna esquerda enquanto a perna direita se move, duas contagens com o peso na perna direita enquanto a perna esquerda se move, seguidas de um passo rápido para a esquerda e depois um passo rápido para a direita. O movimento do follow seria exatamente o oposto.
- Chutes cruzados : (feito com os parceiros posicionados lado a lado) o mesmo movimento que o básico, mas onde o pé não plantado chuta em cada lento, e onde os rápidos são feitos com um pé atrás do outro (em tandem ).
- Pausas (aka Shag Dips ): Uma ação de passo e espera onde a perna não plantada é totalmente estendida e a perna plantada é dobrada sob o dançarino para apoio (pule para a esquerda, deixando o passo; pule para a direita, deixe o passo; passo para a esquerda e passo para a direita)
- O Shag Turn Básico : é comum que a maioria dos turnos no shag sejam executados nas contagens 5 e 6 (ou seja, os rápidos-rápidos). A volta mais comum é executada a partir da posição fechada nas duas últimas batidas da base (5–6) com o acompanhamento viajando no sentido horário. O líder executa isso usando a mão direita (nas costas do seguidor) para liderar o seguidor para ativar as contagens 5 e 6. Os parceiros então retornam à posição fechada na primeira contagem do próximo básico. [Apache (aka "Texas Tommy") também são comuns em trepadas. ]

## Etimologia
O "Shag" (quando usado em referência às danças sociais americanas) é um termo muito amplo usado para denotar várias danças que se originaram na primeira metade do século XX. Hoje, o termo "collegiate shag" é frequentemente usado de forma intercambiável com "shag" para se referir a um estilo particular de dança que era popular entre os jovens americanos durante a era do swing nas décadas de 1930 e 1940. Chamar a dança de "collegiate shag" não era tão comum durante a era do swing como é hoje, mas quando a parte "collegiate" foi acrescentada (como acontecia com outras danças vernáculas da época), significava indicar o estilo da dança que era popular entre o público universitário.
A identificação de uma determinada variante como 'colegiada' provavelmente teve suas raízes em uma tendência que surgiu em meados da década de 1920, quando começaram a surgir variações colegiadas de danças populares. Isso incluía danças como o collegiate Charleston, collegiate rumba, collegiate one-step, collegiate fox trot, etc. Essas formas empregavam saltos, pulos, chutes, batidas, pisadas, movimentos de fuga e passos arrastados. O nome "collegiate shag" tornou-se um tanto padrão na última parte do século 20 (ver swing revival ), presumivelmente porque ajudou a distinguir a dança de outras danças vernáculas americanas que compartilham a designação "shag". Carolina shag, que evoluiu de uma dança chamada Little Apple, e St. Louis shag, que se acredita ter sido uma conseqüência do Charleston, adotaram o nome shag - embora nenhum deles esteja diretamente relacionado ao shag esse é o foco deste artigo.

## História
Infelizmente, as origens de shag não são muito claras. As descrições da dança na literatura da época sugerem que ela começou no Sul como uma 'dança de rua', o que significa que inicialmente não evoluiu como parte do currículo ensinado por um mestre de dança ou em um estúdio de dança. No entanto, uma versão particular do shag acabou sendo adotada pelos estúdios Arthur Murray, onde foi padronizado no final dos anos 1930.
Publicações da época atestam a popularidade do shag em todo o país durante a década de 1930. Eles também nos dão uma pista do fato de que, apesar de sua enorme popularidade, a dança em si não era universalmente conhecida pelo nome de "transa", o que apenas torna mais difícil rastrear suas origens. O livro de Arthur Murray, Let's Dance, relata que trepada era conhecida nos Estados Unidos sob vários nomes, como "flea hop". E no final da década de 1930 havia indiscutivelmente uma centena ou mais variações estilísticas da dança.
No livro de 1935 intitulado Textbook of Social Dancing, Lucielle e Agnes Marsh nos contam que, "No mais exclusivo Charleston Colonial Ball, encontramos as debutantes e cadetes fazendo o que chamam de Shag. Este é um pequeno salto e chute ousado com estocadas repentinas e curvas embaralhadas. À medida que seguíamos nossa pesquisa pelo sul, encontramos o mesmo pequeno e rápido salto, salto e salto sob os nomes de Fenarly Hop e Florida Hop. Através do Ocidente, os mesmos passos podem ser traçados sob os nomes de [the] Collegiate, Balboa e Dime Jig." E um escritor de Nova York enviado a Oklahoma no final de 1940 observou um ". . . Versão de Oklahoma de shag feita ao som da música western swing de Bob Wills e seus Texas Playboys na Cain's Dancing Academy em Tulsa."
A mais antiga referência conhecida a uma dança chamada "shag" pode ser encontrada em um livro intitulado The Land of the Golden River, de Lewis Philip Hall, publicado em 1975. Neste livro, o autor afirma ter inventado uma dança que batizou de "a trepada" em 1927. Hall nos conta que ele e seu parceiro de dança introduziram a dança no segundo festival anual Feast of Pirates em Wilmington, NC . em 1928. Mas há razões para acreditar que o que Hall e seu parceiro criaram não foi a mesma dança que se tornou tão popular entre os círculos de dança swing do final dos anos 1930 e 40.
Como a seção acima indica, as práticas de nomenclatura da época eram muitas vezes inconsistentes. Duas danças com o mesmo nome podem não necessariamente compartilhar a mesma história de origem ou até mesmo ser parecidas. Carolina shag e St Louis shag, duas danças que se tornaram populares no final dos anos 1940 e 50, fornecem um exemplo perfeito dessa complicação. Ambos passaram a ser chamados de "transa", embora tenham histórias de origem muito diferentes. Assim, embora seja possível que a dança que Lewis Hall e seu parceiro inventaram de alguma forma tenha dado origem à trepada da era do swing (isto é, o que hoje chamamos de "transa colegial"), essa possibilidade também poderia ser concedida a uma série de outras danças aparentemente não relacionadas do final dos anos 1920 ou início dos anos 1930, algumas das quais podem nem ter sido chamadas de shag.
Como Charleston (dança) e Big Apple (dança), a trepada se originou entre os afro-americanos na década de 1920, onde, novamente, pode ou não ter sido chamada de "transa". Mesmo o passo 'inventado' por Lewis Philip Hall foi, de acordo com a autora Susan Block, "...recolhido principalmente de danças afro-americanas. . ." .
Também foi sugerido que a dança evoluiu de uma versão em parceria do solo Vaudeville / sapateado chamado "flea hop", que apresentava um padrão de movimento muito semelhante ao shag [Citação pendente]. Essa visão pode ser reforçada pelo fato de que, no final do século 19, "shagger" era um apelido para 'artista de Vaudeville'. Talvez essa gíria Vaudeville tenha sido o que inspirou Lewis Hall a dar à sua dança o nome de "transar".